# 南丰镇 (郸城县)
南丰镇，是中华人民共和国河南省周口市郸城县下辖的一个乡镇级行政单位。

## 行政区划
南丰镇下辖以下地区：
南丰村、十河村、李路口村、大任村、倪堂村、磨王村、李寨村、辛寨村、赵庄村、唐桥村、郭店村、双庙村、辛小庄村、罗张村、刘胡村、宋庄村、谢楼村、五里村、张楼村、陈庄村、李庄村、贾楼村、马寨村、高店村、徐寨村、王楼村、蒿庄村和孙搂村。